# Белмонт (переписна місцевість, Нью-Гемпшир)
Белмонт (англ. Belmont) — переписна місцевість (CDP) в США, в окрузі Белкнеп штату Нью-Гемпшир. Населення — 1285 осіб (2020).

## Географія
Белмонт розташований за координатами 43°26′24″ пн. ш. 71°28′44″ зх. д. / 43.44000° пн. ш. 71.47889° зх. д. (43.439966, -71.478854).  За даними Бюро перепису населення США в 2010 році переписна місцевість мала площу 3,29 км², з яких 3,26 км² — суходіл та 0,03 км² — водойми.

## Демографія
Згідно з переписом 2010 року, у переписній місцевості мешкала 1301 особа в 515 домогосподарствах у складі 356 родин. Густота населення становила 395 осіб/км².  Було 570 помешкань (173/км²).
Расовий склад населення:
| - 96,1 % — білих - 0,6 % — чорних або афроамериканців - 0,5 % — азіатів - 0,1 % — корінних американців |

До двох чи більше рас належало 2,5 %. Частка іспаномовних становила 1,5 % від усіх жителів.
За віковим діапазоном населення розподілялося таким чином: 26,7 % — особи молодші 18 років, 59,7 % — особи у віці 18—64 років, 13,6 % — особи у віці 65 років та старші. Медіана віку мешканця становила 36,1 року. На 100 осіб жіночої статі у переписній місцевості припадало 94,5 чоловіків;  на 100 жінок у віці від 18 років та старших — 91,0 чоловіків також старших 18 років.
Середній дохід на одне домашнє господарство  становив 63 853 долари США (медіана — 60 625), а середній дохід на одну сім'ю — 73 307 доларів (медіана — 66 328). За межею бідності перебувало 5,6 % осіб, у тому числі 0,0 % дітей у віці до 18 років та 0,0 % осіб у віці 65 років та старших.
Цивільне працевлаштоване населення становило 843 особи. Основні галузі зайнятості: освіта, охорона здоров'я та соціальна допомога — 22,8 %, виробництво — 19,5 %, будівництво — 14,9 %.